# Carlene Carter
Carlene Carter, nascida Rebecca Carlene Smith (26 de setembro de 1955, Nashville, Tennessee) é uma cantora e compositora norte-americana de música country. É filha da também cantora June Carter com o seu primeiro marido, também cantor Carl Smith, casados por quatro anos, sendo Carlene a única filha do casal. Tem quatro irmãos, Rozanne Nix e John Carter Cash por parte de mãe, e Carl Jr., Larry Dean e Lori Denn por parte de pai. Seus pais já falecidos, June Carter morta em 15 de maio de 2003, devido a complicações de uma cirurgia cardíaca, e Carl Smith morto em 16 de janeiro de 2010 devido a causas naturais. Carlene foi casada quatro vezes, e tem dois filhos, Tiffany Anastasia Lowe filha com seu primeiro marido Joseph Simpkins Jr com quem foi casada por um ano de 1971 a 1972, e John Jackson Routh filho com seu segundo marido Jack Wesley Routh, com quem foi casada por três anos, de 1974 a 1977, também foi casada com Nick Lowe por dezenove anos, de 1979 a 1990, e atualmente é casada com Joseph Breen desde 2006, não possui filhos dos dois últimos matrimônios.

## Discografia

### Álbum de estúdio
| Ano  | Título                   | Posições nas paradas | Posições nas paradas | Posições nas paradas | Posições nas paradas | CRIA | Gravadora    |
| Ano  | Título                   | EUA Country          | EUA 200              | CAN Country          | CAN                  | CRIA | Gravadora    |
| ---- | ------------------------ | -------------------- | -------------------- | -------------------- | -------------------- | ---- | ------------ |
| 1978 | Carlene Carter           |                      |                      |                      |                      |      | Warner Bros. |
| 1979 | Two Sides to Every Woman |                      |                      |                      |                      |      | Warner Bros. |
| 1980 | Musical Shapes           |                      | 139                  |                      |                      |      | Warner Bros. |
| 1981 | Blue Nun                 |                      |                      |                      |                      |      | Warner Bros. |
| 1983 | C'est C Bon              |                      |                      |                      |                      |      | Epic         |
| 1990 | I Fell in Love           | 19                   |                      |                      |                      | Gold | Reprise      |
| 1993 | Little Love Letters      | 35                   | 196                  | 2                    | 45                   | Gold | Giant        |
| 1995 | Little Acts of Treason   | 65                   |                      | 18                   |                      |      | Giant        |
| 2008 | Stronger                 | 69                   |                      |                      |                      |      | Yep Roc      |

### Compilações e álbuns ao vivo
| Ano  | Título                             | Gravadora         |
| ---- | ---------------------------------- | ----------------- |
| 1994 | Hurricane: Live At The Crazy Horse | RSM               |
| 1996 | Hindsight 20/20                    | Giant             |
| 2007 | The Platinum Collection            | WEA International |

### Singles
| Ano  | Título                                 | Posições nas paradas | Posições nas paradas | Posições nas paradas | Álbum                             |
| Ano  | Título                                 | EUA Country          | EUA Hot 100          | CAN Country          | Álbum                             |
| ---- | -------------------------------------- | -------------------- | -------------------- | -------------------- | --------------------------------- |
| 1978 | "Never Together (But Close Sometimes)" | —                    | —                    | —                    | Carlene Carter                    |
| 1978 | "Love Is Gone"                         | —                    | —                    | —                    | Carlene Carter                    |
| 1979 | "Do It in a Heartbeat"                 | 42                   | 108                  | 56                   | Two Sides to Every Woman          |
| 1979 | "Old Photographs"                      | —                    | —                    | —                    | Two Sides to Every Woman          |
| 1980 | "Baby Ride Easy" (com Dave Edmunds)    | 76                   | —                    | —                    | Musical Shapes                    |
| 1980 | "Ring of Fire"                         | —                    | —                    | —                    | Musical Shapes                    |
| 1981 | "Oh How Happy" (com Paul Carrack)      | —                    | —                    | —                    | Blue Nun                          |
| 1981 | "Do Me Lover" (com Paul Carrack)       | —                    | —                    | —                    | Blue Nun                          |
| 1983 | "Heart to Heart"                       | —                    | —                    | —                    | C'est C Bon                       |
| 1990 | "I Fell in Love"                       | 3                    | —                    | 3                    | I Fell In Love                    |
| 1990 | "Come on Back"                         | 3                    | —                    | 2                    | I Fell In Love                    |
| 1991 | "The Sweetest Thing"                   | 25                   | —                    | 8                    | I Fell In Love                    |
| 1991 | "One Love"                             | 33                   | —                    | 17                   | I Fell In Love                    |
| 1993 | "Every Little Thing"                   | 3                    | —                    | 3                    | Little Love Letters               |
| 1993 | "Unbreakable Heart"                    | 51                   | —                    | 34                   | Little Love Letters               |
| 1994 | "I Love You 'Cause I Want To"          | 50                   | —                    | 20                   | Little Love Letters               |
| 1994 | "Sweet Meant to Be"                    | —                    | —                    | —                    | Little Love Letters               |
| 1994 | "Something Already Gone"               | 43                   | —                    | 44                   | Maverick (trilha sonora)          |
| 1995 | "Rockin' Little Christmas"             | 66                   | —                    | —                    | A Giant Country Christmas, Vol. 1 |
| 1995 | "Love Like This"                       | 70                   | —                    | 54                   | Little Acts of Treason            |
| 1995 | "Hurricane"                            | 75                   | —                    | —                    | Little Acts of Treason            |
| 1996 | "He Will Be Mine"                      | —                    | —                    | 84                   | Little Acts of Treason            |
| 2008 | "Bring Love"                           | —                    | —                    | —                    | Stronger                          |

### Participações
| Ano  | Título              | Artista             | Posições nas tabelas | Posições nas tabelas | Posições nas tabelas | Álbum        |
| Ano  | Título              | Artista             | EUA Country          | EUA Hot 100          | CAN Country          | Álbum        |
| ---- | ------------------- | ------------------- | -------------------- | -------------------- | -------------------- | ------------ |
| 1983 | "I Couldn't Say No" | Robert Ellis Orrall | —                    | 32                   | —                    | Special Pain |
| 1989 | "Time's Up"         | Southern Pacific    | 26                   | —                    | 19                   | County Line  |